# Écoles d'arts et métiers (Québec)

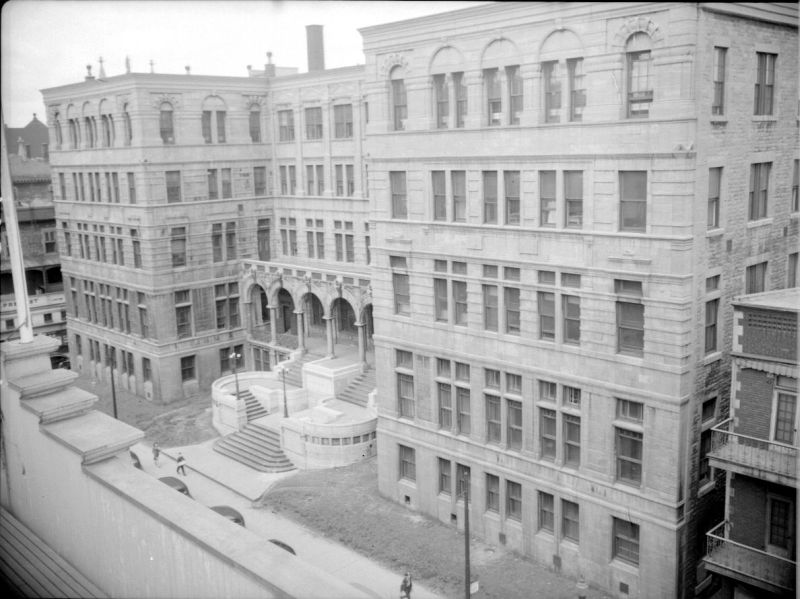
École centrale d'arts et métiers Montréal, 1947.

Les écoles d'arts et métiers étaient, au Québec, des institutions de niveau secondaires fondée en 1946 par le Ministère du Bien-être social et de la Jeunesse. D'une durée d'environ deux ans après la fin des cours  primaires (8 ou 9 ans d'études menant à un certificat d'étude primaire CEP). Le CEP plus le diplôme d'arts et métiers permettaient de travailler dans une variété de domaines, ayant également la possibilités de perfectionner les étudiants a divers diplômes plus avancés et de continuer vers les études des écoles techniques et commerciales. Sanctionnée le 14 février 1958, les écoles furent renommées écoles de métiers.

## Histoire
L'expression « arts et métiers » remonte au XVIIIe siècle et s'apparente à l'époque au terme « techniques », mis en œuvre par des corporations d'artisans ou artistes. Auparavant, la classification des arts du Moyen Âge, comprend entre autres les arts mécaniques, dont font partie les activités de transformation de la matière (la sidérurgie ou la verrerie par exemple). En 1648, Pierre Dalibert, un financier membre du groupe Colbert, Trésorier général de France, s'entretient avec René Descartes de la possibilité de fonder une école d'arts et métiers, école où artisans et ouvriers pourraient s'instruire en dehors de leurs heures de travail. René Descartes imagine un projet consistant à réunir dans des salles destinées à chaque corps de métier un cabinet avec des instruments, des machines et outils nécessaires à chaque profession, ainsi que des maîtres et professeurs en nombre égal à celui des arts qu'on souhaiterait y enseigner. Un fonctionnement fut également utilisé en Nouvelle-France de différentes façons afin de former les artisans ainsi que les apprentis. Dans un même ordre d'idée, des écoles techniques avaient été fondée a partir de 1906: dont l'École technique de Montréal, 1911 l'École technique de Québec, et entre 1918 et 1920,  l'École Technique de Trois-Rivières.

## Galerie

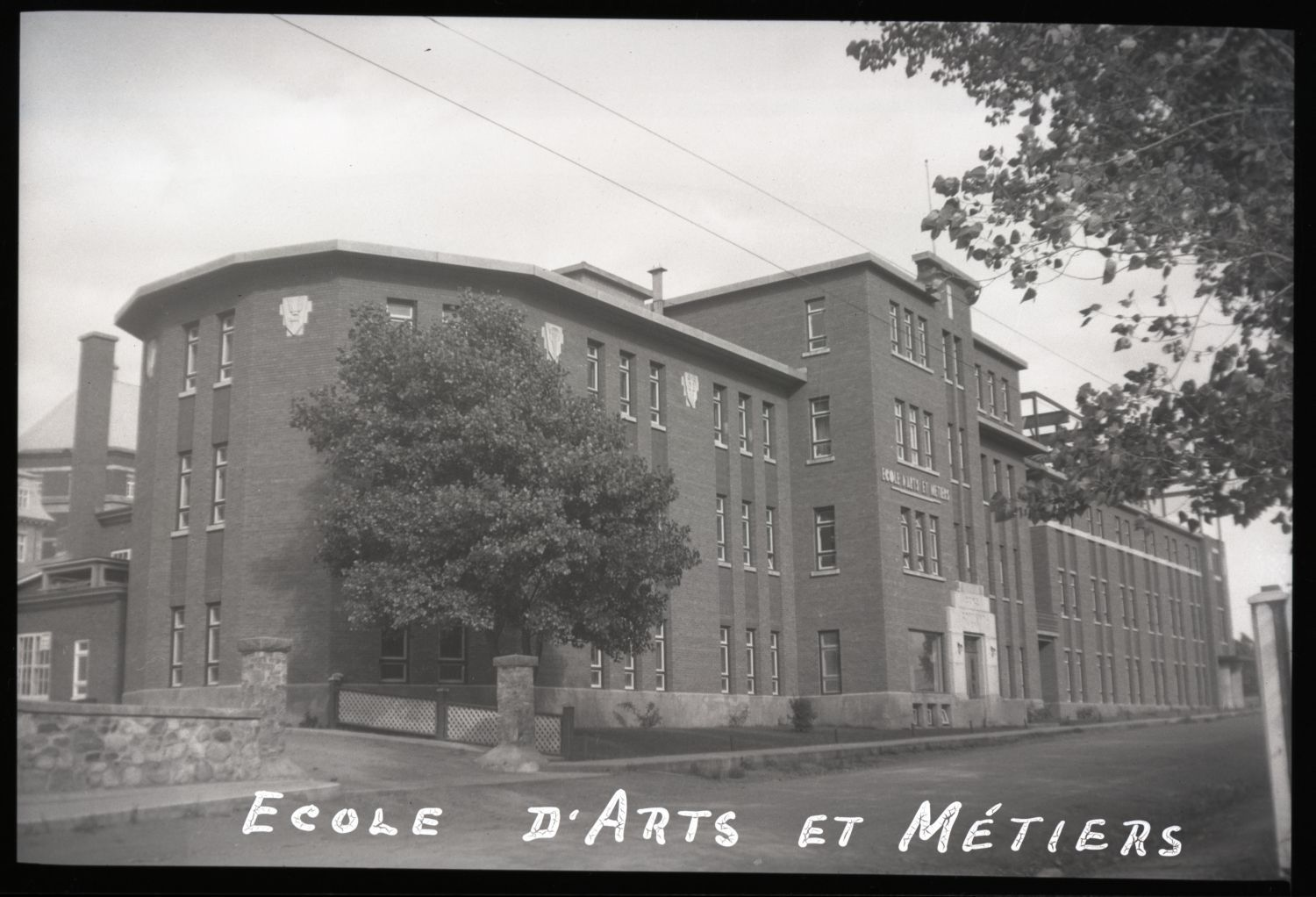
École d'arts et metiers, Rimouski 1947[4].
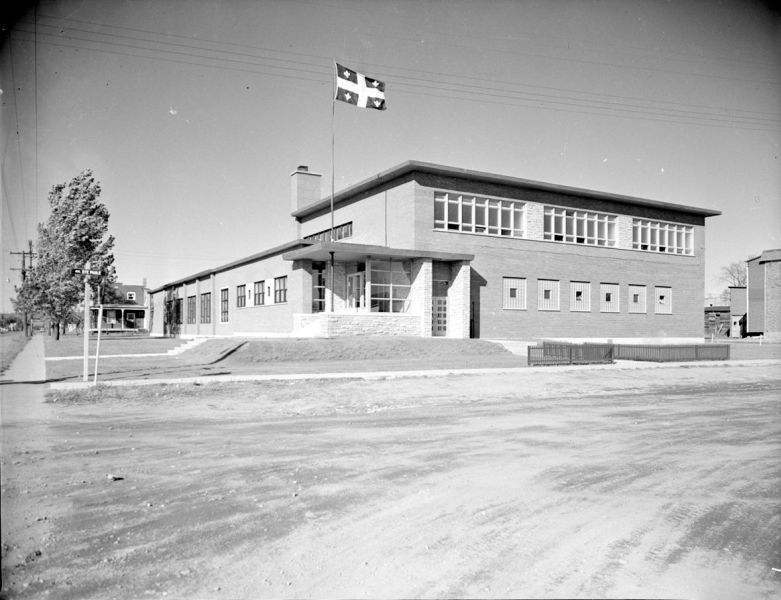
École d'arts et metiers à St-Jérome 1954.
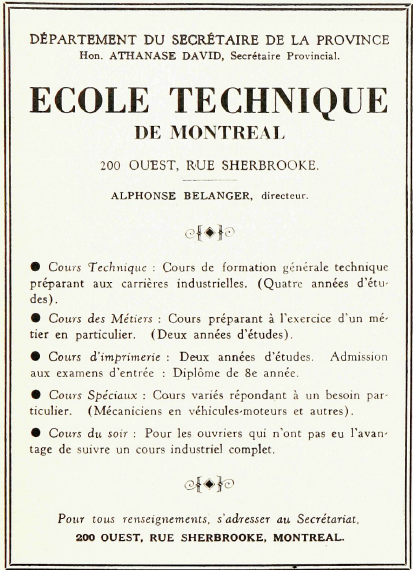
École technique de Montréal - Cours offerts - 1936
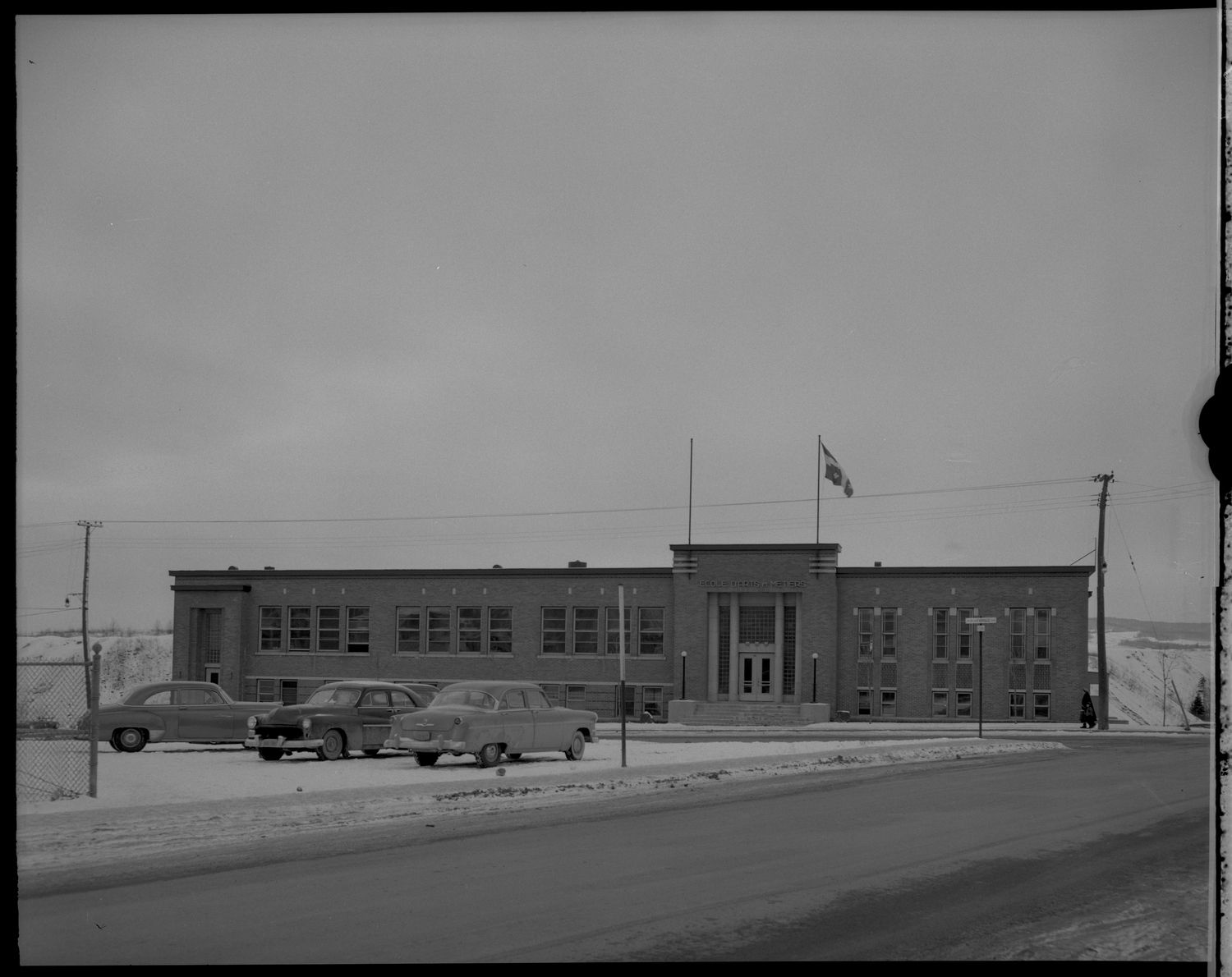
École d'arts et métiers Thetford Mines, 1954.
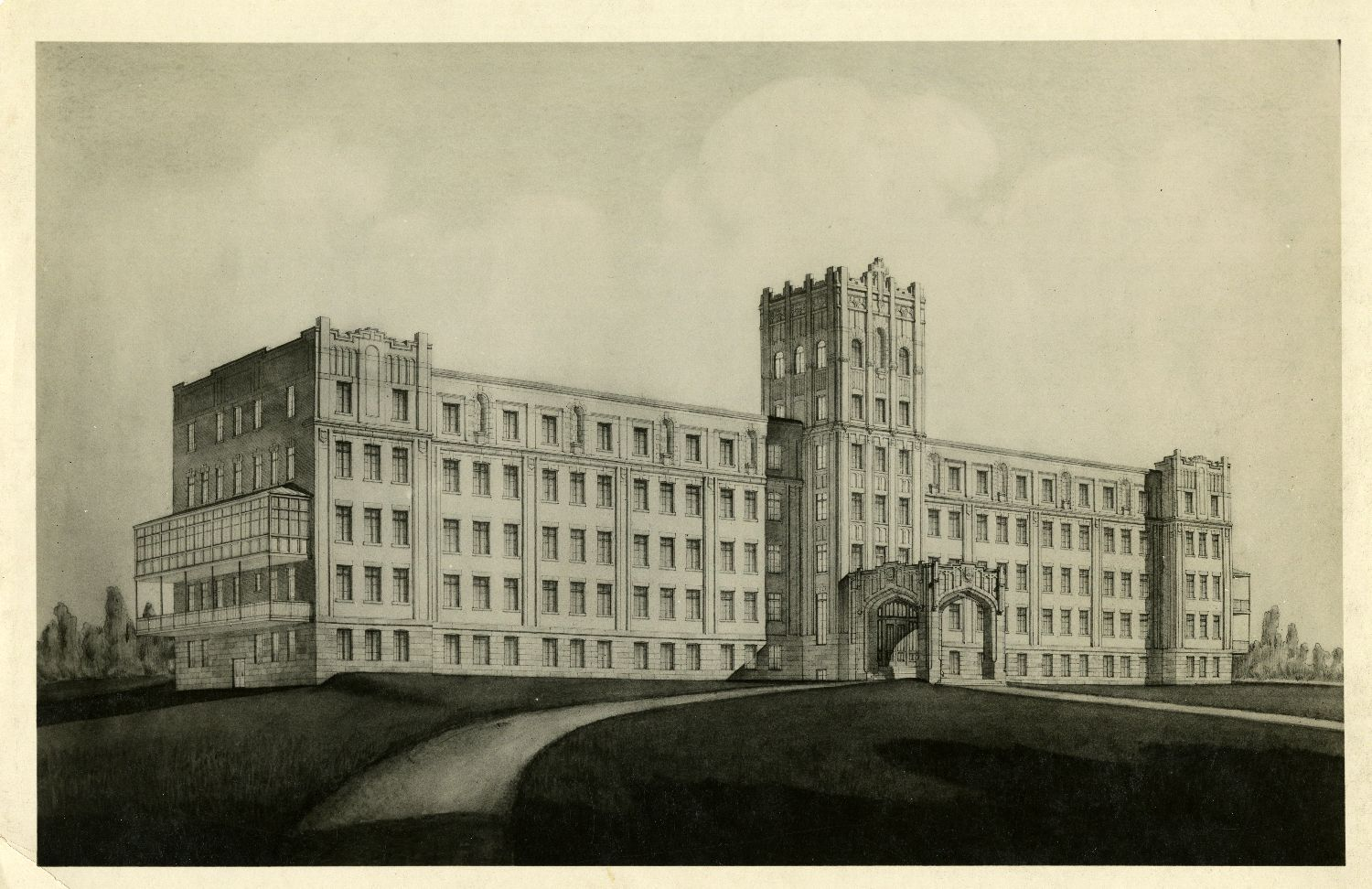
Séminaire polyvalent (commercial, arts et métiers) de Mont-Laurier BAnQ P748S1P2303[5],[6].

## Lien extérieur
- / Film documentaire Arts et métiers (1955)